# Tragédia de Porto Saíde
A tragédia de Porto Saíde ocorreu no dia 1 de fevereiro de 2012, após um jogo entre o Al-Masry e o Al-Ahly no Estádio de Porto Saíde em Porto Saíde, no nordeste do Egito. Pelo menos 79 pessoas morreram e mais de mil ficaram feridas depois de milhares de torcedores invadirem o campo após a vitória de Al-Masry por 3-1. O ministro da saúde Hesham Sheiha disse que o acontecimento era "o maior desastre da história do futebol egípcio".
O atacante Fábio Júnior dos Santos saiu ileso e o técnico Manuel José de Jesus levou socos e pontapés.

## Reações
Após o desastre, o Parlamento apelou para uma sessão de emergência a ser realizada em 2 de fevereiro de 2012 para discutir uma resposta ao desastre. Partidas pela 2011–12 Egyptian Premier League foram imediatamente suspensas por tempo indeterminado após o desastre.

## Partida
| 1 de fevereiro de 2012 | Al-Masry                       | 3–1    | Al-Ahly          | Estádio de Porto Saíde, Porto Saíde |
| 22:30 (UTC+2)          | Zakaria 72', 83' · Cissé 90+2' | Súmula | Fábio Júnior 11' |                                     |